# 大关站 (中国国铁)
- 關於同名車站，請見「大關站」。

大关站，位于中华人民共和国云南省昭通市大关县天星镇，是内昆铁路上的火车站，建于2002年，由成都铁路局宜宾车务段管辖。

## 車站周邊
- 大关县铁路医院
- 中国邮政天星镇邮电所

## 业务办理
办理客货运业务。

## 歷史
- 建于2002年。

## 外部連結
- 中国铁路客户服务中心（页面存档备份，存于）